# Боб Пулфорд
Боб Пулфорд (англ. Bob Pulford, нар. 31 березня 1936, Ньютон Робінсон) — колишній канадський хокеїст, що грав на позиції крайнього нападника. Згодом — хокейний тренер.
Член Зали слави хокею з 1991 року. Володар Кубка Стенлі. Провів понад тисячу матчів у Національній хокейній лізі. 

## Ігрова кар'єра
Хокейну кар'єру розпочав 1954 року в Хокейній асоціацій Онтаріо (ОХА).
Протягом професійної клубної ігрової кар'єри, що тривала 17 років, захищав кольори команд «Торонто Мейпл-Ліфс» та «Лос-Анджелес Кінгс».
Загалом провів 1168 матчів у НХЛ, включаючи 89 ігор плей-оф Кубка Стенлі.

## Тренерська робота
1972 року розпочав тренерську роботу в НХЛ. Працював з командами «Лос-Анджелес Кінгс» та «Чикаго Блекгокс».

## Нагороди та досягнення
- Володар Меморіального Кубка в складі «Торонто Мальборос» — 1955, 1956.
- Володар Кубка Стенлі в складі «Торонто Мейпл-Ліфс» — 1962, 1963, 1964, 1967.
- Учасник матчу усіх зірок НХЛ — 1958, 1960, 1962, 1963, 1964, 1968.
- Нагорода Джека Адамса — 1975.
- Пам'ятний трофей Колдера — 1982 (як генеральний менеджер).

## Статистика
| Сезон        | Клуб                 | Ліга         | Регулярний сезон | Регулярний сезон | Регулярний сезон | Регулярний сезон | Регулярний сезон | Плей-оф | Плей-оф | Плей-оф | Плей-оф | Плей-оф |
| Сезон        | Клуб                 | Ліга         | І                | Г                | П                | О                | ШХ               | І       | Г       | П       | О       | ШХ      |
| ------------ | -------------------- | ------------ | ---------------- | ---------------- | ---------------- | ---------------- | ---------------- | ------- | ------- | ------- | ------- | ------- |
| 1954–55      | «Торонто Мальборос»  | ОХА          | 47               | 24               | 22               | 46               | 0                | —       | —       | —       | —       | —       |
| 1955–56      | «Торонто Мальборос»  | ОХА          | 48               | 30               | 25               | 55               | 0                | —       | —       | —       | —       | —       |
| 1956–57      | «Торонто Мейпл-Ліфс» | НХЛ          | 65               | 11               | 11               | 22               | 32               | —       | —       | —       | —       | —       |
| 1957–58      | «Торонто Мейпл-Ліфс» | НХЛ          | 70               | 14               | 17               | 31               | 48               | —       | —       | —       | —       | —       |
| 1958–59      | «Торонто Мейпл-Ліфс» | НХЛ          | 70               | 23               | 14               | 37               | 53               | 12      | 4       | 4       | 8       | 8       |
| 1959–60      | «Торонто Мейпл-Ліфс» | НХЛ          | 79               | 24               | 28               | 52               | 81               | 10      | 4       | 1       | 5       | 10      |
| 1960–61      | «Торонто Мейпл-Ліфс» | НХЛ          | 40               | 11               | 18               | 29               | 41               | 5       | 0       | 0       | 0       | 8       |
| 1961–62      | «Торонто Мейпл-Ліфс» | НХЛ          | 70               | 18               | 21               | 39               | 98               | 12      | 7       | 1       | 8       | 24      |
| 1962–63      | «Торонто Мейпл-Ліфс» | НХЛ          | 70               | 19               | 25               | 44               | 49               | 10      | 2       | 5       | 7       | 14      |
| 1963–64      | «Торонто Мейпл-Ліфс» | НХЛ          | 70               | 18               | 30               | 48               | 73               | 14      | 5       | 3       | 8       | 20      |
| 1964–65      | «Торонто Мейпл-Ліфс» | НХЛ          | 65               | 19               | 29               | 39               | 46               | 6       | 1       | 1       | 2       | 16      |
| 1965–66      | «Торонто Мейпл-Ліфс» | НХЛ          | 70               | 28               | 28               | 56               | 51               | 4       | 1       | 1       | 2       | 12      |
| 1966–67      | «Торонто Мейпл-Ліфс» | НХЛ          | 67               | 17               | 28               | 45               | 28               | 12      | 1       | 10      | 11      | 12      |
| 1967–68      | «Торонто Мейпл-Ліфс» | НХЛ          | 74               | 20               | 30               | 50               | 40               | —       | —       | —       | —       | —       |
| 1968–69      | «Торонто Мейпл-Ліфс» | НХЛ          | 71               | 11               | 23               | 34               | 20               | 4       | 0       | 0       | 0       | 2       |
| 1969–70      | «Торонто Мейпл-Ліфс» | НХЛ          | 74               | 18               | 19               | 37               | 31               | —       | —       | —       | —       | —       |
| 1970–71      | «Лос-Анджелес Кінгс» | НХЛ          | 59               | 17               | 26               | 43               | 53               | —       | —       | —       | —       | —       |
| 1971–72      | «Лос-Анджелес Кінгс» | НХЛ          | 73               | 13               | 24               | 37               | 48               | —       | —       | —       | —       | —       |
| Усього в НХЛ | Усього в НХЛ         | Усього в НХЛ | 1079             | 281              | 362              | 643              | 792              | 89      | 25      | 26      | 51      | 126     |

## Тренерська статистика
| Команда | Сезон     | Регулярний сезон | Регулярний сезон | Регулярний сезон | Регулярний сезон | Регулярний сезон | Регулярний сезон | Плей-оф                      |
| Команда | Сезон     | І                | В                | П                | Н                | О                | Місце            | Результат                    |
| ------- | --------- | ---------------- | ---------------- | ---------------- | ---------------- | ---------------- | ---------------- | ---------------------------- |
| ЛА      | 1972–73   | 78               | 31               | 36               | 11               | 73               | 6-е на Заході    | не вийшли                    |
| ЛА      | 1973–74   | 78               | 33               | 33               | 12               | 78               | 3-є на Заході    | програш у першому раунді     |
| ЛА      | 1974–75   | 80               | 42               | 17               | 21               | 105              | 2-е в ДС         | програш у першому раунді     |
| ЛА      | 1975–76   | 80               | 38               | 33               | 9                | 85               | 2-е в ДС         | програш у другому раунді     |
| ЛА      | 1976–77   | 80               | 34               | 31               | 15               | 83               | 2-е в ДС         | програш у другому раунді     |
| ЧИК     | 1977–78   | 80               | 32               | 29               | 19               | 83               | 1-е в ДН         | програш у першому раунді     |
| ЧИК     | 1978–79   | 80               | 29               | 36               | 15               | 73               | 1-е в ДН         | програш у першому раунді     |
| ЧИК     | 1981–82   | 28               | 12               | 14               | 2                | (72)             | 4-е в ДН         | програш у фіналі Конференції |
| ЧИК     | 1984–85   | 27               | 16               | 7                | 4                | (83)             | 2-е в ДН         | програш у фіналі Конференції |
| ЧИК     | 1985–86   | 80               | 39               | 33               | 8                | 86               | 1-е в ДН         | програш у першому раунді     |
| ЧИК     | 1986–87   | 80               | 29               | 37               | 14               | 72               | 3-є в ДН         | програш у першому раунді     |
| ЧИК     | 1999–2000 | 58               | 28               | 24               | 6                | 62               | 3-є в ЦД         | не вийшли                    |
| Усього  | Усього    | 829              | 363              | 330              | 136              |                  |                  |                              |